# مرتضى بن علوان
مرتضى بن علوان رحالة دمشقي مسلم شيعي اثني عشري آلف كتاباً عن رحلته التي قضاها من دمشق في الطريق إلى المدينة المنورة ثم مكة المكرمة، ثم المدينة المنورة ثم إلى الكويت ثم البصرة ثم المزارات الدينية الشيعية بالعراق في النجف فكربلاء ثم الكاظمية ثم سامراء ثم بعقوبة ثم خراسان، ولم يكتب عن بعقوبة وما بعدها شيئاً، وقد زار الكويت في عام 1709 في طريق عودته من الحج في الأراضي المقدسة، حيث مر بالإحساء ثم الكويت وكتب عنها مانصه:
«دخلنا بلداً يقال لها الكويت بالتصغير، بلد لا بأس بها تشابه الحسا إلا أنها دونها ولكن بعمارتها وأبراجها تشابهها» وذكر أيضا بعد ذلك:
«وهذه الكويت المذكورة اسمها القرين ومشينا قبل وصولنا إليها على كنار البحر ثلاثة أيام والمراكب مسايرتنا، والمبينة على حدود البلدة من غير فاصلة. وهذه البلدة يأتيها سائر الحبوب من البحر حنطة وغيرها، لأن أرضها لا تقبل الزراعة، حتى ما فيها شيء من النخيل ولا غير شجر أصلاً وأسعارها أرخص من الحسا لكثرة الدفع من البصرة وغيرها».

## مرجع
1. ↑  مركز الدراسات والبحوث الكويتية نسخة محفوظة 12 20أغسطس على موقع واي باك مشين.
2. ↑  مرتضى بن علي بن علوان الشامي. رحلة بن علوان الدمشقي (PDF). حسين الواثقي. ص. 2.